# Zoogz Rift
Zoogz Rift (jako Robert Pawlikowski; 10. července 1953 – 22. března 2011) byl americký wrestler, hudebník a skladatel hrající experimentální rock.